# Ајзак Бароу
Исак Бароу (енгл. Isaac Barrow; октобар 1630 – 4. мај 1677) био је енглески хришћански теолог и математичар који је стекао заслуге за развој инфинитезималног рачуна; а посебно, за откриће основне теореме калкулуса. У фокусу његовог рада су особине тангенти. Бароу је био први који је израчунао тангенте Каппа кривих. Исак Њутн, који је био његов ученик, наставио са развојем калкулуса ка модерној форми.

## Биографија
Barrow је рођен у Лондону.Био је син Томаса Бароуa, трговца ланеним драперијама. 1624.те године Томас је оженио Ану, ћерку Вилијама Buggina Nort-Креј, Кент.Њихов син Исак рођен је 1630. години. Изгледа да је Barrow био једино дете из овог брака, сигурно једино дете које је преживело детињство. Ана је умрла 1634. године. Отац удовац послао је момка његовом деди Исаку, Cambridgeshire J.P., који је боравио у Spinney Abbey. За две године Томас се поново оженио. Његова нова супруга била је Кетрин Oxinden, сестра Хенрија Oxinden-а од Maydekin-а, Кент.
У овом браку имао је најмање једну ћерку Елизабету (рођ. 1641), и сина, Томаса који је био ученик Едварда Милера, крзнара.Исак је похађао школу прво у Charterhouse (где је био толико турбулентан и ратоборан, да су његовог оца чули како се моли, да ако Бог узме било кога од његове деце да је најбоље да поштеди Исака), и затим у Фелстед школи, где је живео и учио од брилијантног пуританца Мартина Холбичеа, који је десет година раније образовао Џона Валиса. Припремајући се за студије на универзитету учио је грчки, јеврејски, латински и логику у Фелстеду.Наставио своје школовање у Тринити колеџу у Кембриџу.
Тамо се уписао због понуде о подршци од стране непознатог члана породице Walpole, "понуда, која је, можда резултат Walpoleove симпатије за Баррову приврженост Royalist покрету". Његов ујак и имењак Исак Barrow, аргументоване речитости.Његова расправа о Папиној надмоћи сматра се за један од најсавршенијих примера контроверзије о постојању. Иако је био ексцентричан, био је вредан својих великих талената.Умро је неожењен у Лондону у 46. години. Сахрањен је у Вестминстеркој опатији.
Његово најраније дело је било комплетно издање Еуклидових Елемената на латинском 1655. и на енглеском 1660. године. 1657. године је објавио издање Подаци. Његова предавања која су одржана 1664., 1665. и 1666., објављена су 1683. под називом "lectiones mathematicae"и представљају метафизички основ за математичке истине. Његова предавања из 1667. објављена су исте године и указују на анализе којима се Архимед руководио до главних резултата.
Године 1669. објавио је своје "Lectiones Opticae et Geometricae".У предговору је наведено да је Њутн ревидирао и исправио ова предавања додајући нешто своје, али највероватније да се то односи на делове који су се бавили оптиком.Његов најважнији рад у математици је поново објављен са пар ситних измена 1674. Године 1675. објавио је издање са бројним коментарима на прве четири књиге "Оn Соnics sections" аутора Аполинуса Перга, постојећи рад Архимеда и Теодосијуса Битнија.
У оптичким предавањима много проблема повезаних са рефлексијом и преламањем светлости је генијално разматрано.Геометријски фокус тачке са становишта рефлексије или преламања је дефинисан. Објашњено је да је слика објекта место геометријског фокуса сваке тачке на њему. Barrow је такође неколико лакших својства танких сочива и значајно поједноставио Картесијаново објашњење дуге.
Barrow је први пронашао интеграл функције секанс у затвореној форми, и тако доказао у то време већ познату претпоставку.
Његов стриц и имењак Ајзак Бароу, касније бискуп Сент Асафа, био је члан Питерхауса. Почео је да марљиво учи, пронашао је себе у класици и математици.Након што је дипломирао 1648. године, добио је стипендију 1649. године.Диплому магистра стекао је на Кембриџу 1652. године као студент Џејмса Дупорта; Неколико година након тога боравио је на факултету и постао кандидат за професора грчког језика у Кембриџу 1655.одбивши да потпише ангажовање за подршку Комонвелта, добио је стипендију за путовање у иностранство.
Наредне четири године провео је путујући по Француској, Италији,Смирни и Цариграду, и после многих авантура се вратио у Енглеску 1659. године.Био је познат по храбрости.Посебно се истакао јунаштвом када је одбранио брод од пирата.Описан као човек "ниског раста, мршав и бледог тена", неуредне одеће, и дуге страствене навике конзумирања дувана (окорели пушач). Придобио је наклоност Чарлса II и поштовање колега.Био је изразито импресивна личност свога времена са беспрекорним животом.

## Каријера
На рестаурацији 1660. године, орденован је и именован за Региус професора грчког на Кембриџу. 1662. године је постављен на место професора геометрије на Грешам колеџу, и 1663. је изабран као први шеф Лукасовске катедре на Кембриџу. Током његовог мандата, објавио је два математичка рада, први о геометрији и други о оптици. 1669. године поднео је оставку на место професора у корист Исака Њутна. Отприлике у ово време, Барров је саставио Излагања Симбола Вере, Молитва Господња, Десет Заповести и Свете Тајне. Остатак живота посветио је учењу богословије. Именован је за Д.Д. од стране Краљевског представништва 1670. године, а две године касније за управника Тринити колеџа (1672), где је основао библиотеку и где је остао до краја живота.
Поред поменутих дела написао је и друге важне расправе о математици, али у литератури најзначајније место заузимају његове беседе која су ремек дела

## Одређивање тангенти
Лекције из геометрије садрже и неке нове методе за одређивање површина и тангенти кривих. Најпознатији од њих је метод дат за одређивање тангенти кривих.Он илуструје начин како су Бароу , Hudde и Sluze радили у складу са Фермовим текстом о методама диференцијалног рачуна.
Ферма је приметио да је тангента у тачки P на кривој одређена, ако је још један тачка осим тачке P позната;стога, ако се дужина субтангенте MТ може одредити (која дефинише тачку Т), онда ће права ТР бити тражена тангента. Бароу је истакао да ако се продужи апсциса и ордината тачке Q суседне тачки P, добија се мали троугао PQR (којi је он звао диференцијални троугао, јер су његове стране QR и RP разлика апсциса и ордината тачака P и Q), па је
TM : MP = QR : RP.
Да би пронашао QR:RP сматрао је да су x,y координате тачке P и x-e,y-a координате тачке Q( Барров је заправо користио p за x a m за y, али овај чланак користи стандардно модерно обележавање). Заменом координата тачке Q у једначину криве, занемарујући квадрате и веће степене од e и а у поређењу са њиховим првим степенима, добио је e:a. Однос a/e је затим (у складу са предлогом Sluzеа) назван угаоним коефицијентом тангенте у тачки.
Барров примењује овај метод на криве
1.	x2 (x2 + y2) = r2y2, the kappa curve;
2.	x3 + y3 = r3;
3.	x3 + y3 = rxy, звана la galande;
4.	y = (r − x) tan πx/2r, the quadratrix; and
5.	y = r tan πx/2r.
Илустрације ради разморићемо једноставан случај параболе y2=px. Користећи претходну нотацију за тачку Р, y2=px и тачку Q добијамо:
(y − a)2 = p(x − e)
Одузимањем добијамо:
2ay − a2 =pe
Уколико је a бескрајно мала величина, онда a на квадрат мора бити бесконачно мање, дакле може бити занемарено када се пореди са величинама 2ay и pe.
2ay = pe, то је , e : a = 2y : p
TM : y = e : a = 2y : p
TM = 2y2/p = 2x.

## Публикације
- Epitome Fidei et Religionis Turcicae (1658)
- "De Religione Turcica anno 1658" (poem)
- Euclidis Elementorum (1659) [in Latin] Euclides (1660). Euclide's Elements. (1660) [in English] translations of Euclid's Elements
- Lectiones Opticae (1669)
- Lectiones Geometricae (1670), translated as Barrow, Isaac (1735). Geometrical Lectures: Explaining the Generation, Nature and Properties of Curve Lines.. (by Edmund Stone, later translated as The Geometrical Lectures of Isaac Barrow (1916) by James M. Child[4]
- Apollonii Conica (1675) translation of Conics
- Archimedis Opera (1675) translation of Archimedes’s works
- Theodosii Sphaerica (1675) translation of Sphaerics
- Barrow, Isaac (1680). A Treatise of the Pope's Supremacy: To which is Added, A Discourse Concerning the Unity of the Church.. (1859 edition)
- Lectiones Mathematicae (1683) translated as The Usefulness of Mathematical Learning (1734) by John Kirkby
- The works of the learned Isaac Barrow, D.D. (1700) Vol. 1, Vol. 2–3
- The Works of Dr. Isaac Barrow (1830), Vol. 1, Vol. 2, Vol. 3, Vol. 4, Vol. 5, Vol. 6, Vol. 7 [sermons and theological essays]